# Lou-Anne Gaylene Gilchrist
Lou-Anne Gaylene Gilchrist es una diplomática sanvicentina y la embajadora actual de San Vicente y las Granadinas ante Organización de los Estados Americanos, al igual que ante los Estados Unidos y embajadora no residente en Canadá. Fue designada el 26 de octubre de 2016, y fue presidenta del Consejo Permanente entre el 1 de julio y el 30 de septiembre de 2021.
Estudió en la Universidad de las Indias Occidentales, en Cave Hill, donde se licenció en Lenguas Modernas. Entre 1997 a 2009 fue profesora de Lenguas Modernas en San Vicente y las Granadinas. En 2004, obtuvo un máster en la materia por la Universidad de Warwick.
En 2009 Gilchrist se asumió la posición como funcionaria en el Ministerio de Educación.